# Антоний (Шутов)
Архиепи́скоп Анто́ний (в миру Андре́й Иларио́нович Шу́тов; 1812, село Настасьино, Подберезинская волость, Коломенский уезд, Московская губерния — 8 ноября 1881, Москва) — предстоятель Древлеправославной Церкви Христовой старообрядцев, приемлющих белокриницкую иерархию с титулом — архиепископ Московский и всея Руси.

## Биография
Родился 1800 (или 1812) в селе Настасьино Подберезинской волости Коломенского уезда Московской губернии в крестьянской семье, принадлежавшей к Русской православной церкви, но соблюдавшей старые обряды. С 11 лет работал в конторе мануфактурной фабрики Сапожкова в родном селе, через три года отправился в Москву, где два года изучал рисование, а затем вновь вернулся на прежнюю фабрику, где работал мастером-художником. После кончины отца по настоянию матери женился, но вскоре, оставив жену, перешёл в старообрядческое федосеевское согласие и тайно ушёл в Норский старообрядческий беспоповский монастырь при посаде Злынке в Стародубье. Однако из-за гонений на старообрядцев со стороны властей не смог остаться в этом монастыре, вернулся на родину, но вскоре переехал в Москву, где поступил работать в контору мануфактурной фабрики Гучкова, где позднее стал главным приказчиком, затем был казначеем федосеевской общины на Преображенском кладбище. Несколько раз пытался уйти в монастырь, но беспоповцы уговаривали его остаться.
В 1847 году его жена Ирина скончалась. После этого он принял иночество в беспоповском монастыре в Черниговской губернии, но вскоре покинул территорию России и поселился в Войновском монастыре в Восточной Пруссии. Из-за разногласий с настоятелем монастыря покинул его и переселился в Австрию, где вместе с другими федосеевскими иноками жил в селе Климоуцы близ Белой Криницы — духовно-административного центра «белокриницких» старообрядцев, получивших свою иерархию в 1847 от митрополита Амвросия (Поповича). Познакомился с видным деятелем старообрядчества иноком Павлом (Великодворским), инициатором приглашения владыки Амвросия на Белокриницкую кафедру. Под влиянием инока Павла в феврале 1852 года присоединился к «белокриницкой» старообрядческой церкви. 10 февраля 1852 года вновь пострижен в монашество в Белокриницком монастыре, с 1 октября 1852 года — иеродиакон, с 6 декабря 1852 года — священноинок.
3 февраля 1853 года рукоположён митрополитом Белокриницким Кирилом (Тимофеевым) во архиепископа Владимирского. Фактически начало Белокриницкой иерархии в России было положено епископом Антонием (Шутовым). Став Владимирским архиепископом, Антоний получил право учреждать епархии и ставить в них епископов не только по всей России, но и в Персии, оповещая об этом Белокриницкую митрополию.
В том же году нелегально приехал в Россию, окормлял старообрядческие приходы, скрываясь от властей, которые назначили за его поимку 12 тысяч рублей. Прятался недалеко от Москвы, выдавая себя за обанкротившегося предпринимателя, скрывающегося от кредиторов. Переходил из деревни в деревню, ночевал на сеновалах и чердаках, неоднократно подвергался угрозе ареста, которого избегал благодаря своей изобретательности. В книге его ученика, епископа Арсения (Швецова) говорится, что

Архиепископ Антоний при выходе из домов в Москве был дважды схватываем сыщиками. Но для сего Архиепископ делал таковую предусмотрительность: намачивал платок в водке и клал его в карман, и когда на него нападали сыщики, он вынимал оный платок, натирал им своё лицо. Тогда сыщики, ощущая от него сильный запах водки, приходили в сомнение о его личности, а он, притворясь пьяным, с помощью извозчиков отбивался, и избегал от рук их.
Часто тайно посещал свою паству в Московской, Владимирской, Костромской, Ярославской, Нижегородской губерниях, несмотря на угрозу ареста. Епископ Арсений (Швецов) рассказывал, что

однажды он ехал в село Иваново (а ныне город Иваново-Вознесенск) Владимирской губернии. Шуйский исправник вперёд о сем был уве́домлен, и поставив сотских на Московскую дорогу, приказал им блюсти въезд Архиепископа и всех, исключая известных им обывателей, въезжающих в село, представлять лично исправнику на свидетельство, которые и представляли многих въезжающих в село. Но Архиепископ Антоний на тот раз въезжал в Иваново с Шуйским старообрядческим священником Евмением, одетые в нагольные деревенские тулупы (ибо время было зимнее) и в больших рукавицах, на плохоньких санях и маленькой лошадке. Посему сотские сочли их за нищих, и не обратили на них строгого внимания. Но так как они въехали в дом ещё ввиду их, то сотские подошли спросить домохозяина о приезжих. Хозяин же наперед сего спроса сделал такую предусмотрительность: посадил на ту лошадь, на которой въехал Архиепископ со священником, двух человек из своей семьи, и приказал им отогнать её в другой дом. А посему на спрос сотских он отвечал, что были у него проезжие и опять уехали. А как не только приезд, но и отъезд от него двух человек на одной лошади сотскими был примечен, то они и ушли от него без всякого обыска.

25 ноября 1859 года грамотой митрополита Кирила епископ Антоний был объявлен архиепископом Московским и всея России, которому должны подчиняться все российские иерархи.
10 августа 1861 года архиепископ Антоний сложил с себя управление церковно-иерархическими делами в России, поскольку многие епископы не приняли грамоту митрополита Кирила.
За первые девять лет пребывания в России архиепископ Антоний тайно рукоположил четырёх диаконов, 70 священников, 23 священноинока, шесть епископов.
18 февраля 1863 года Антоний по решению собора вновь вступил в управление российскими старообрядцами белокриницкого согласия.
К концу жизни владыки Антония в России существовали 12 старообрядческих епархий. Находился в конфликте с ранее рукоположённым епископом Софронием (Жировым), который отказался ему подчиняться и пытался создать собственную иерархию. Большинство старообрядцев поддержали Антония, а Софроний в 1863 году был извержен из сана и отлучён от церкви.
Только в 1858 году министром внутренних дел был издан циркуляр о том, что преследование старообрядческого духовенства признаётся несвоевременным. Это позволило архиепископу перейти с нелегального на полулегальное положение. В 1863 году Освященный собор российских епископов избрал владыку Антония архиепископом Московским и всея России — таким образом, он официально возглавил старообрядцев белокриницкой иерархии на российской территории.
Усилиями архиепископа Антония 12 епархии: Московская, Казанско-Вятская (1856), Самарско-Симбирская, Саратовско-Астраханская (1855), Пермская (1856), Донско-Кавказская (1857), Уральско-Оренбургская (1858), Коломенская (1858), Балтовко-Киевская и Новозыбковская (1859), Тобольско-Сибирская (1862), Измаильско-Бессарабская, Калужско-Смоленская и Нижегородско-Костромская (1876).
Архиепископ Антоний поддержал выход Окружного послания — документа, который был направлен против старообрядцев-беспоповцев, но вызвал протесты со стороны части приверженцев белокриницкой иерархии, обвинивших «окружников» в стремлении объединиться с «новообрядческой» церковью. В этих условиях белокриницкий митрополит Кирил, стремясь преодолеть «великое смятение, соблазн и даже раздор», осудил «Окружное послание», и владыка Антоний поддержал эту позицию ради восстановления мира в церкви. Отношения между митрополитом Кирилом, жившим в Австро-Венгрии, и архиепископом Антонием носили сложный характер — в 1864 году митрополит даже поставил для российских старообрядцев «альтернативного» архиерея, также с именем Антоний (которого называли Антоний II), однако не получившего поддержки большинства паствы. В 1871 году митрополит Кирил на соборе в Белой Кринице подверг Антония II извержению из сана, признав тем самым легитимность архиепископа Антония (Шутова).
Архиепископ Антоний был сторонником канонизации старообрядческих деятелей, погибших во время гонений XVII века, в том числе протопопа Аввакума, что означало возможность усиления конфликта как с «новообрядческой» церковью, так и с властями (потому что старообрядцев казнили как государственных преступников). Поэтому официальная старообрядческая канонизация протопопа Аввакума состоялась лишь в 1916 году.
По отношению к молитве за царя его отличал двойственный подход. Не отвергая вовсе молитву за Государя, за его здравие и благополучие, он считал неприемлемым вынимать на проскомидии частицу за него, как за благоверного.
Занимался храмостроительством. За свою жизнь освятил несколько сотен «путевых» («походных») антиминсов, которые использовались тайно служившими старообрядческими священниками. Был щедрым благотворителем, помогал российским и заграничным старообрядческим монастырям, делая пожертвования церковной утварью и книгами. Собрал библиотеку, в которой содержались редкие рукописи и старопечатные книги. Организовал переписывание апологетических сочинений, распространявшихся затем среди старообрядцев, в конце жизни заботился об учреждении в одном из заграничных монастырей старообрядческой типографии.
Скончался 8 ноября 1881 года. Первым из старообрядческих архиереев был похоронен на Рогожском кладбище.

## Характеристики личности и деятельности
По воспоминаниям Г. А. Страхова,

внешний образ владыки Антония представлял собою благоговейнейший вид: лице его было необыкновенной белизны, браду имел довольно долгую, широкую и белую — как серебро. Речь его была тихая и приятная. Можно сказать о нём по всей справедливости, что он был во всех отношениях точный отпечаток прежних истинных пастырей Христовых словесных овец.

По словам епископа Арсения (Швецова), архиепископ Антоний

жил в воздержании и не нарушал постов, преданных Уставом Святой Церкви, всячески удалялся не только от упивания хмельными напитками, но даже и от простого пития тёплой воды. А более всего упражнялся молитвами к Богу, так что ни на един день не оставлял того, чтобы не молиться иноческое келейное правило и уставную церковную службу. А большею частию молитвы своя усугублял служением Божественных Литургий, и таковым трудам не изменял даже и в самых немощах своих. Так что и пред самою кончиною жизни своей, не более как с тридневным пропуском, отслужил кряду около ста Божественных Литургий.